# Skeppssättning

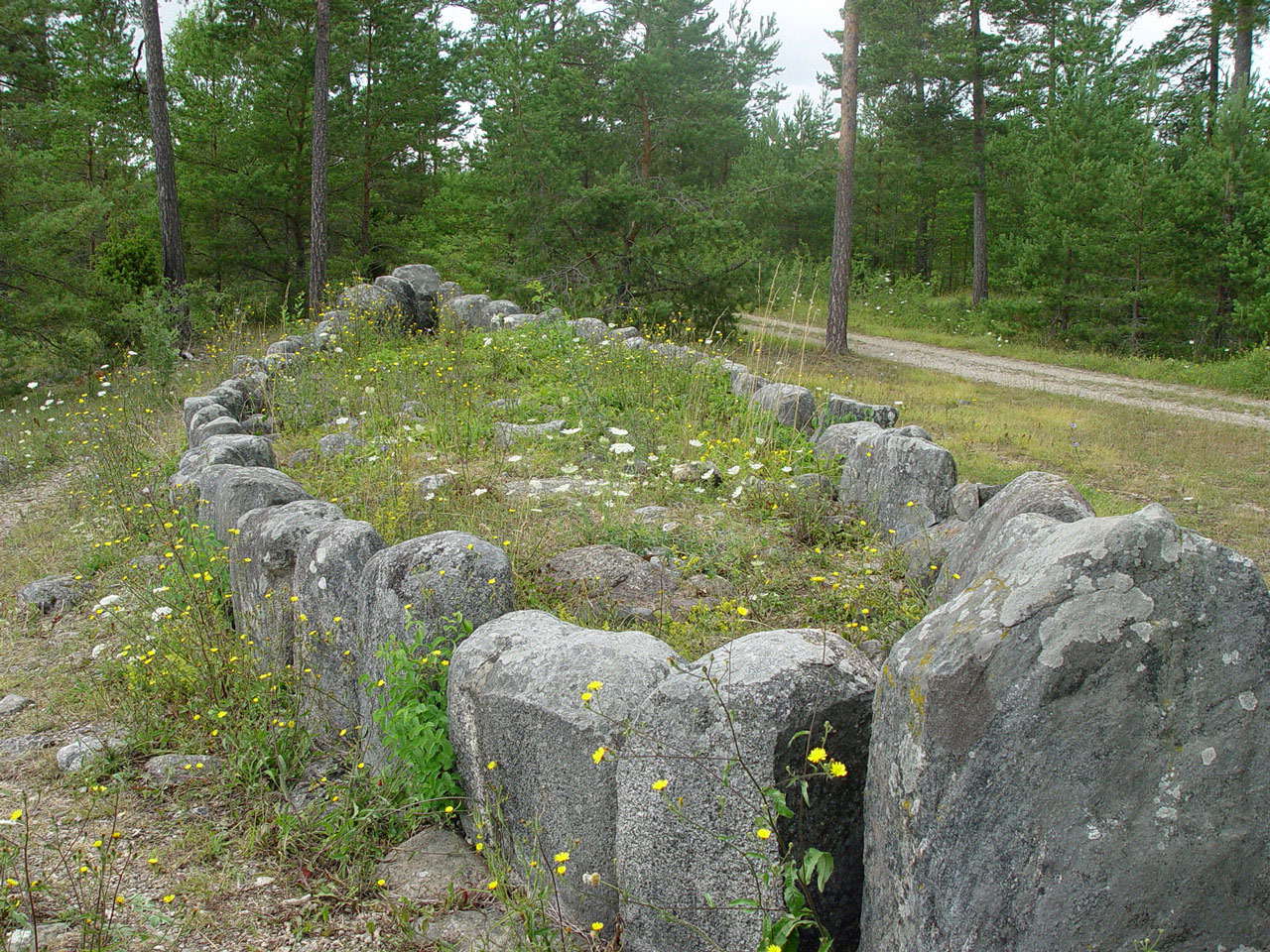
Skeppssättningen Tjelvars grav på Gotland, daterad till bronsålder.

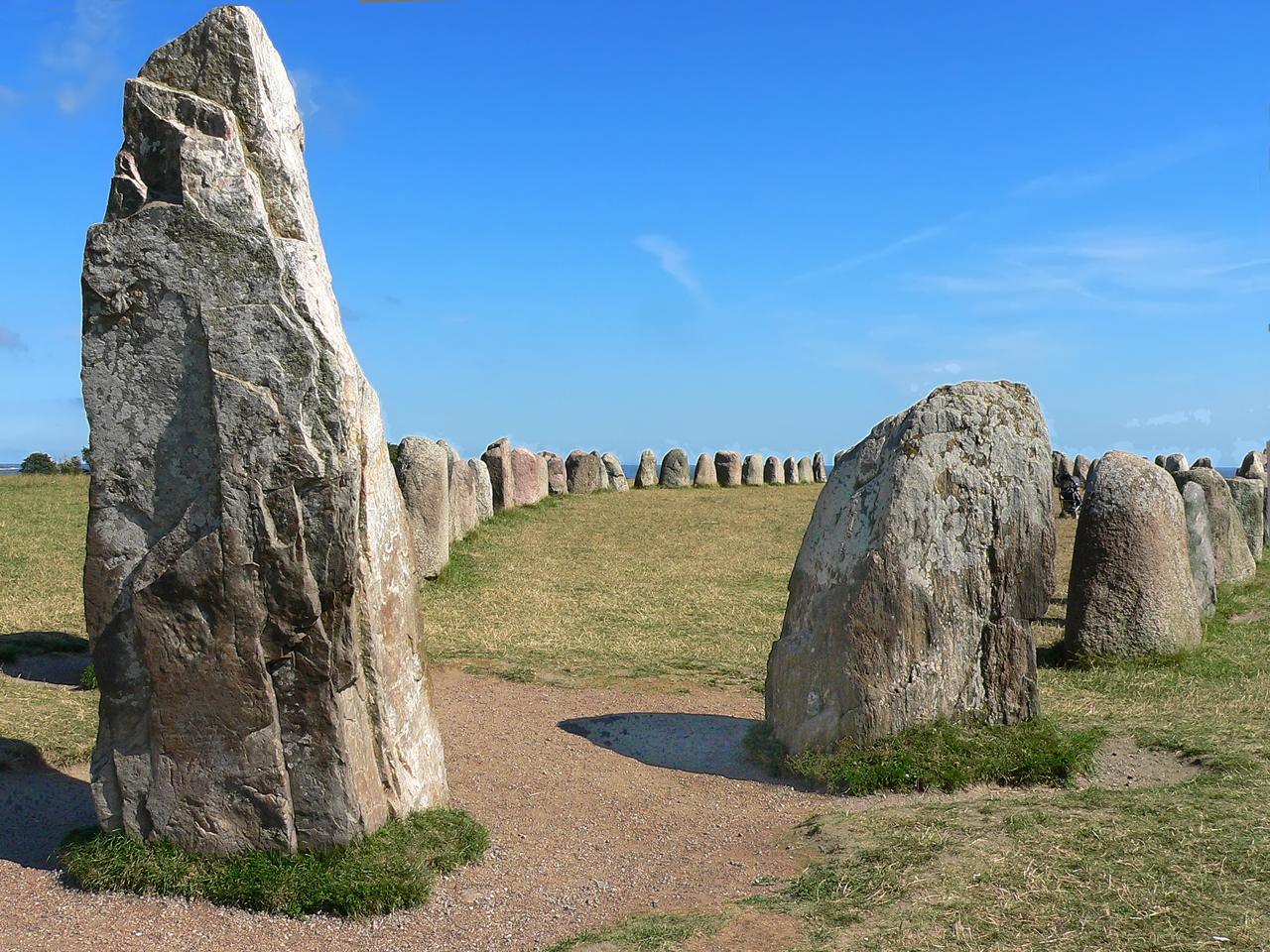
Ale stenar, Sveriges största skeppssättning, daterad till vendeltiden.

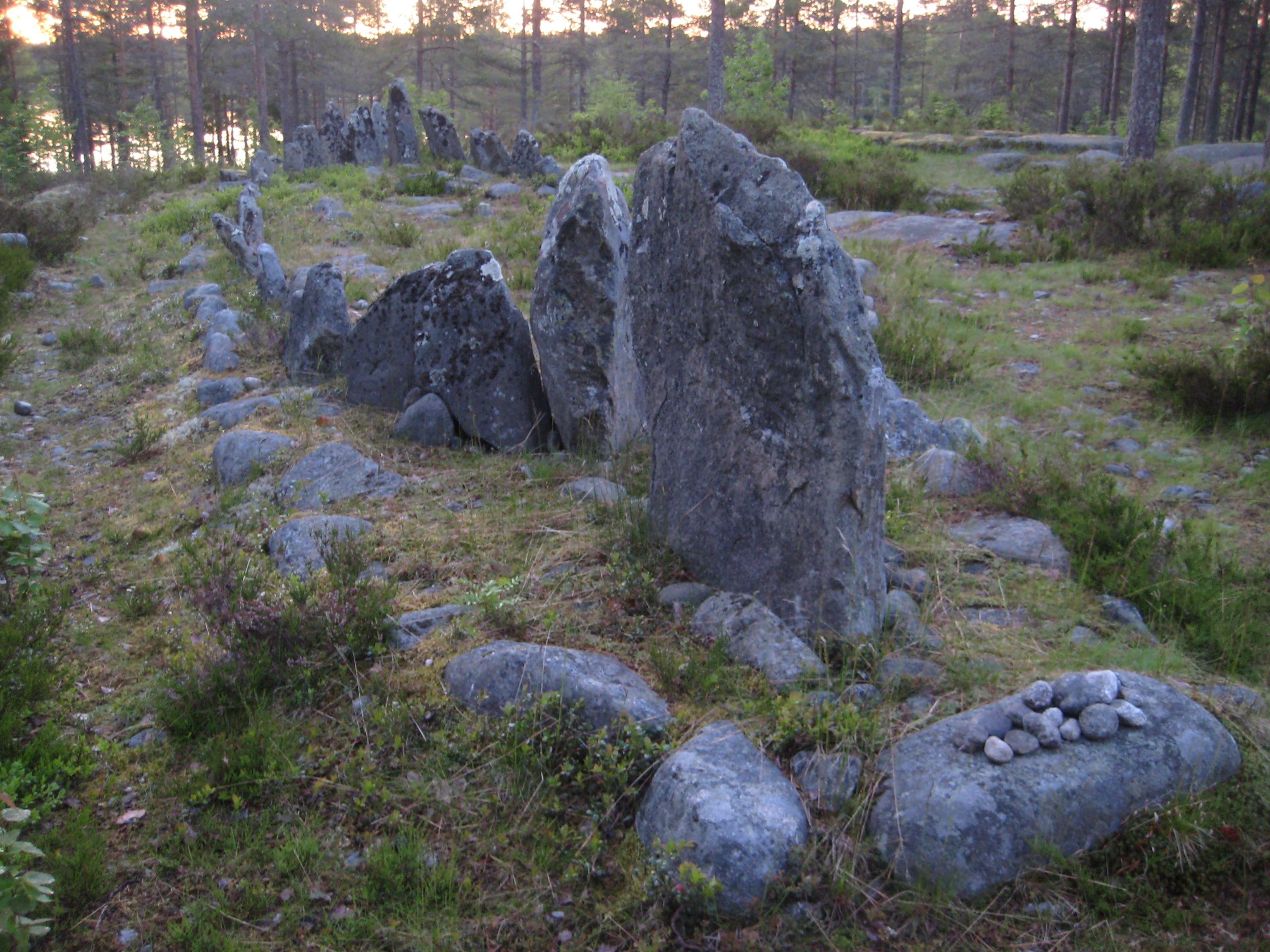
Mjösjöns skeppssättning i Yttertavle, Umeå

En skeppssättning (ibland ett stenskepp) är en stenkrets med den spetsovala formen av ett skepp. De som anlades under den yngre bronsåldern och förromerska järnåldern består av stenar som står tätt ihop. Skeppssättningar från vendeltiden och vikingatiden har glest placerade parvisa stenar, som spanten i tidens skepp.

## Utbredning
Skeppssättningar förekommer främst i Mälardalen och på Gotland, men också enstaka skepp i Dalarna och så långt norrut som Skellefteå. Riksantikvarieämbetets Fornminnesregister (Fornsök) upptar 582 skeppssättningar i Sverige varav 502 är skyddade som fornlämningar.
Sveriges nordligaste skeppssättning finns vid sjön Mjösjön i Yttertavle, Umeå kommun, på en tidigare ö invid fyra andra bronsåldersgravar.
Skeppssättningar finns även i Finland men i sin typiska form endast på Åland 
På Åland finns 37 registrerade skeppssättningar, de flesta i Sunds kommun. Av dessa kan 32 stycken möjligen vara från bronsåldern .
Det finns även ett stort antal i Danmark och Norge. Spridda exempel finns också i Tyskland och Baltikum. Till övervägande del är dessa (som Ales stenar) daterade till vendeltiden och vikingatiden 540–1100 e.Kr.
I Norden finns även andra typer av båtrelaterade gravar; till exempel brända och obrända båtgravar.

## Datering
Runt 650 skeppssättningar runt Östersjön är från bronsåldern. 400 av dessa tidiga exemplar finns på Gotland.

## Utformning
I Sverige varierar storleken på skeppssättningarna från några få meter till upp till 67 meter (Ales stenar). Den största kända är Jellings skeppssättning i Danmark. Den ligger mellan Jellingehögarna, och var minst 170 meter lång, eventuellt 354 meter enligt en ny rekonstruktion, men har till stor del förstörts.
Gravsättningar återfinnas ofta på gravfält och vid äldre gravhögar, men ibland långt från andra arkeologiska lämningar. Ofta omger skeppssättningen brandgravar.  Skeppssättningarnas orientering varierar. Inuti kan de vara kullerstensbelagda, eller vara fyllda med stenar. De kan ha resta stenar i masten position. Bilden av ett fartyg har ofta förstärkts av större stenar i ändarna. Vissa skeppssättningar har en sneddad akter.

## Galleri

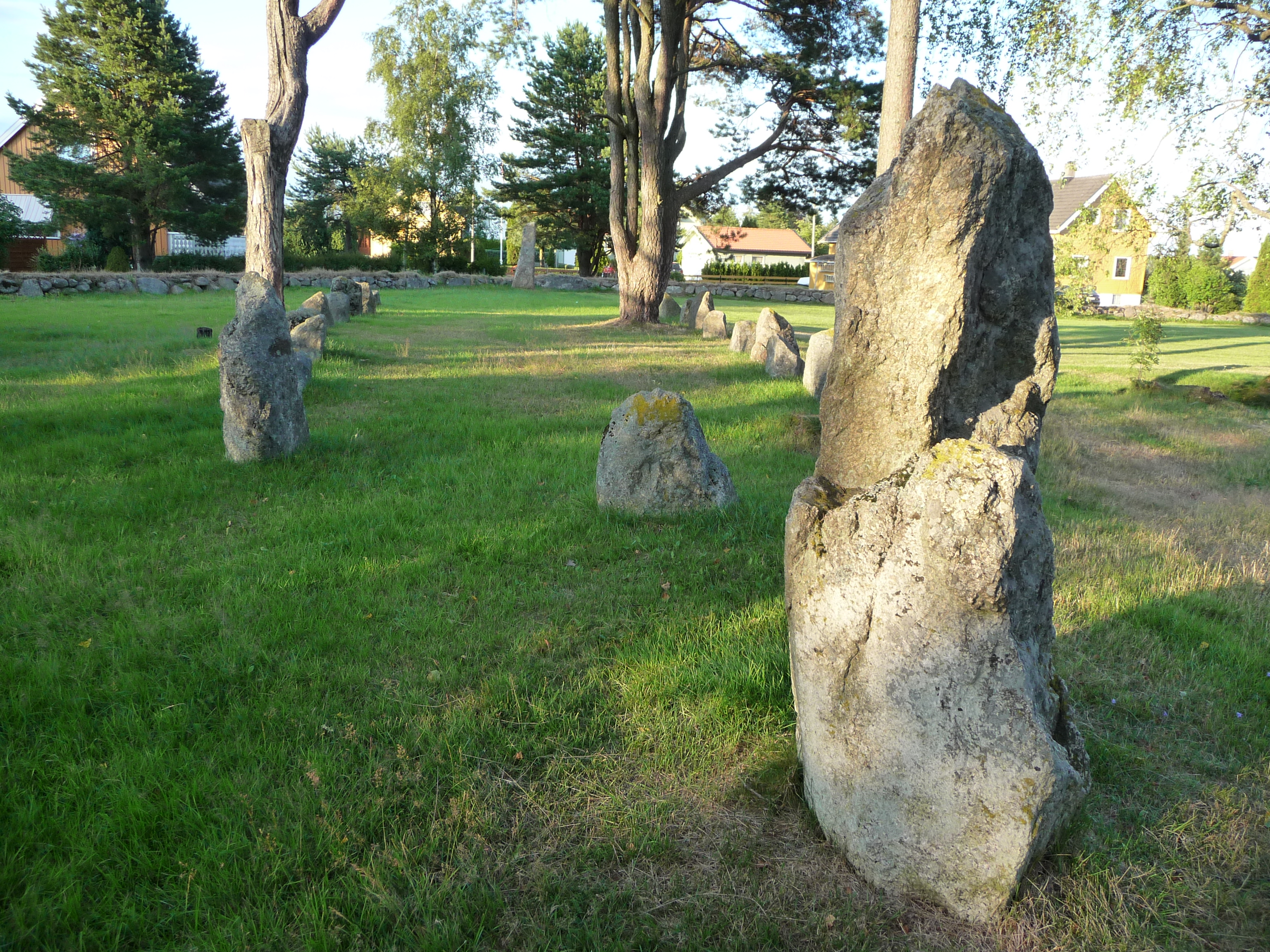
Skeppssättningen Elgesem i Sandefjords kommun, Norge,[9] daterad till 400–600 e.kr.
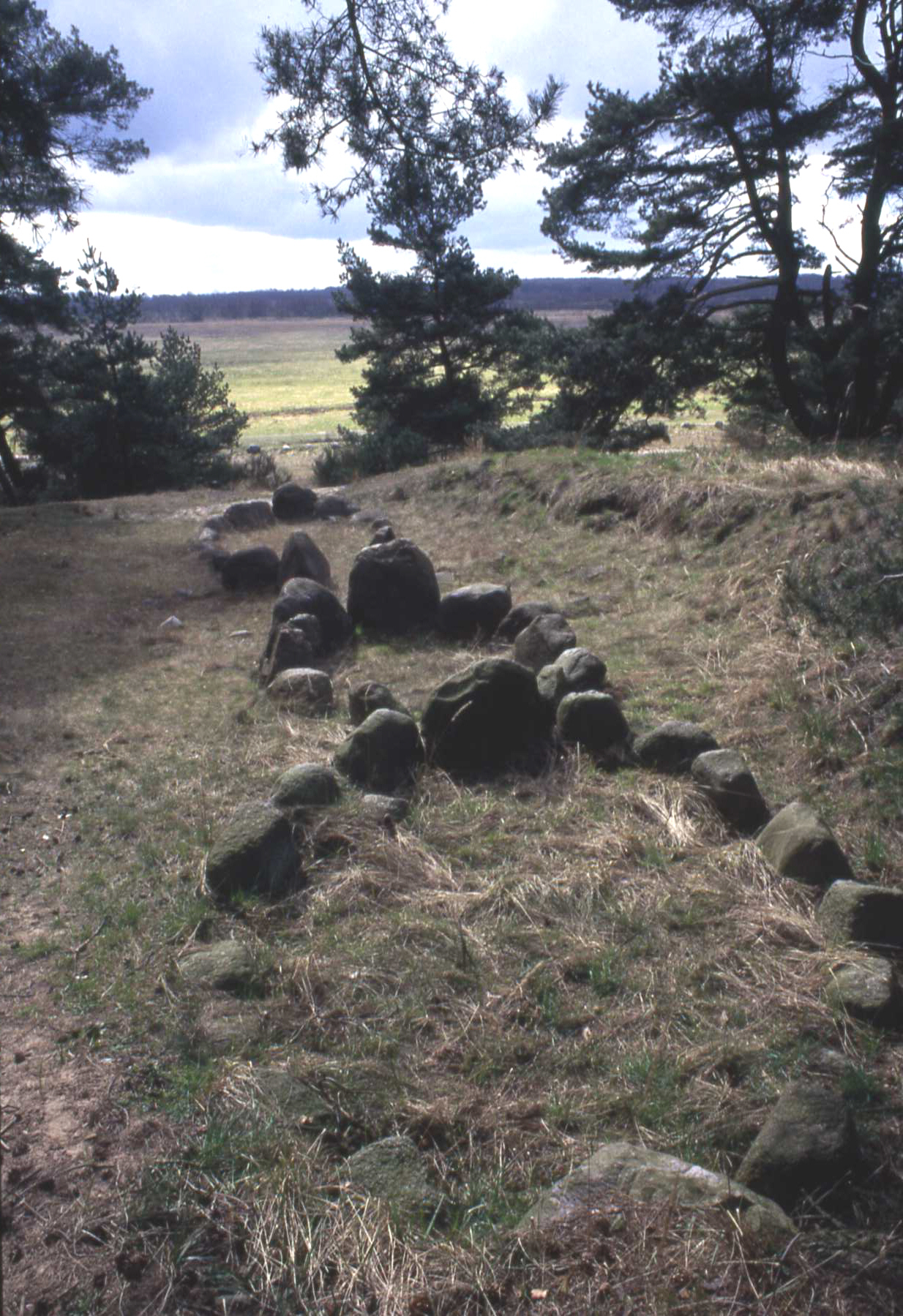
Skeppssättningen Altes Lager vid Menzlin, nära Anklam i Tyskland.
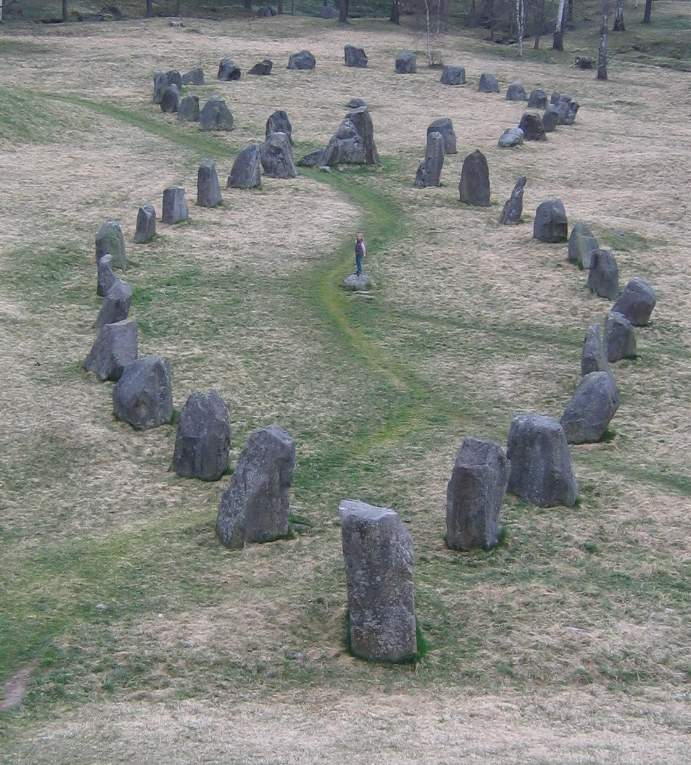
Två av de fem skeppssättningarna i Anundshög i Västmanland.
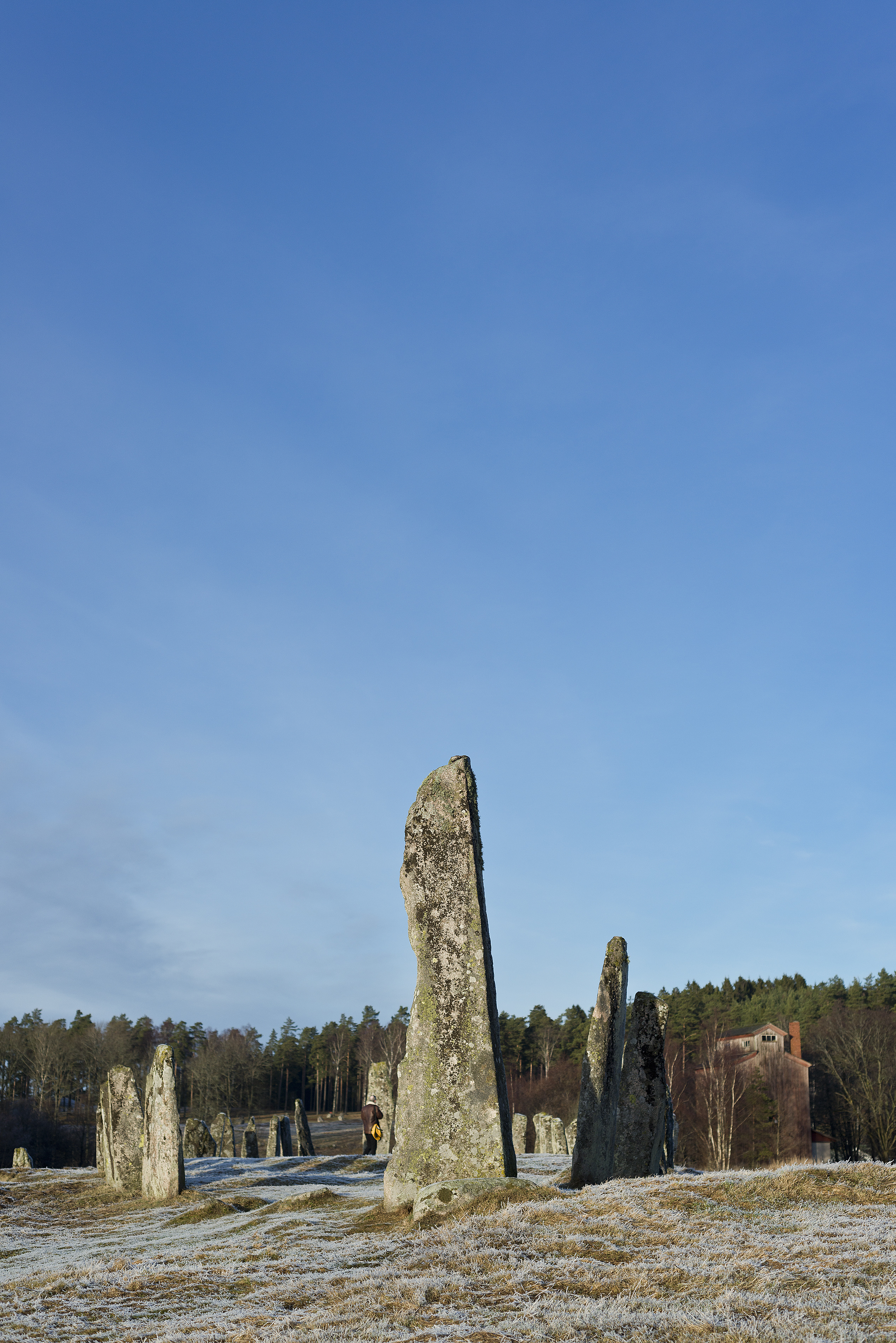
Skeppssättning vid Blomsholm, Bohuslän
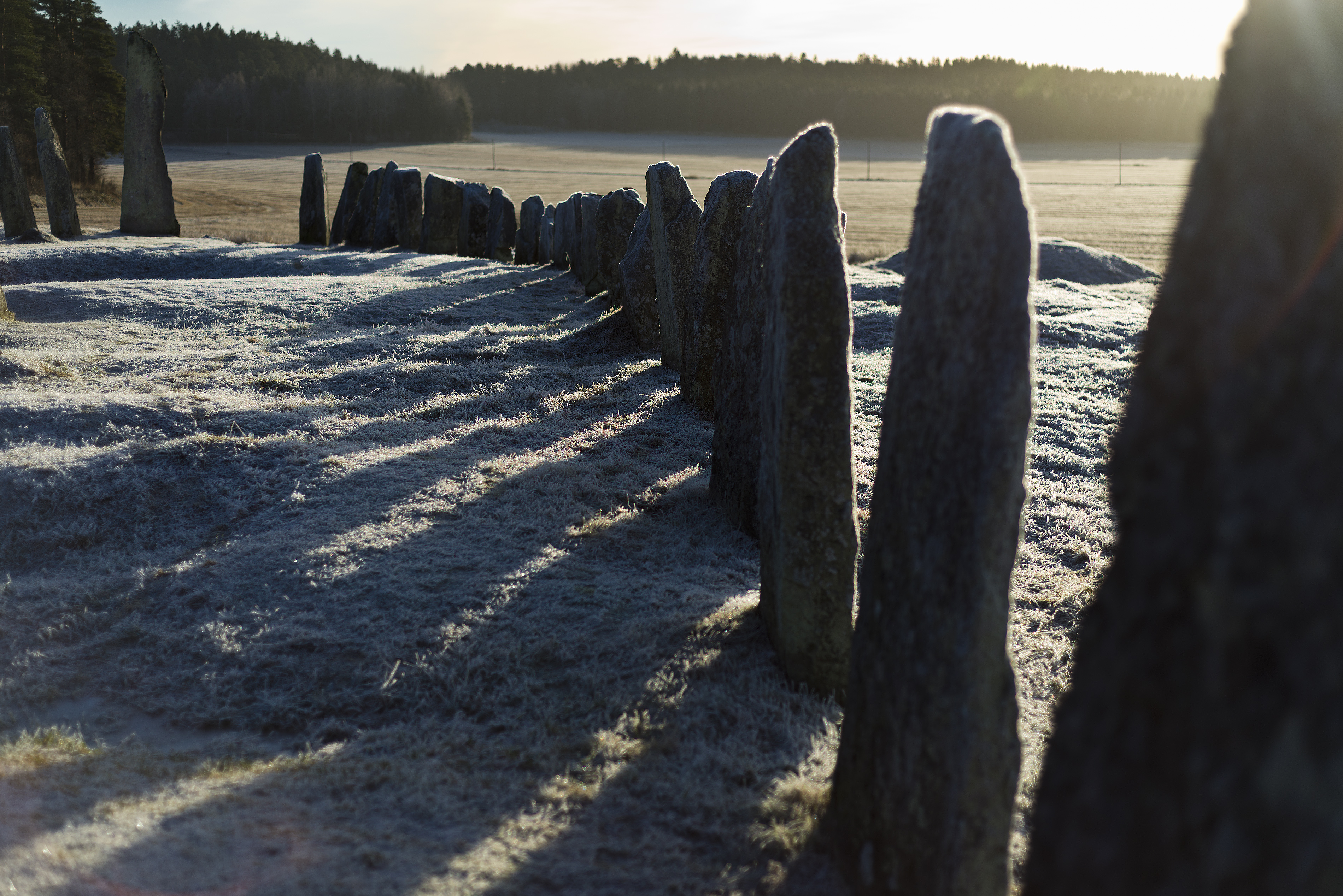
Skeppssättning vid Blomsholm, Bohuslän

## Skeppssättningar i Sverige (urval)
| Skeppssättningar                        | Landskap      | kommun         | Socken, RAÄ-nr   | Längd | Bredd | Antal stenar | Anmärkning                                                                                |
| --------------------------------------- | ------------- | -------------- | ---------------- | ----- | ----- | ------------ | ----------------------------------------------------------------------------------------- |
| Skeppssättning på Hjortahammar gravfält | Blekinge      | Ronneby        | 12:1             | 40    | 12    | 9            | Stävstenar saknas. Nio skeppssättningar på gravfältet.                                    |
| Skeppssättning vid Hjortsberga gravfält | Blekinge      | Ronneby        | 8:1              | 30    | 8     |              |                                                                                           |
| Skeppssättning på Kasakulle gravfält    | Blekinge      | Ronneby        | 45:1             | 34    | 7     |              |                                                                                           |
| Blomsholmsskeppet                       | Bohuslän      | Strömstad      | 343:1            | 41    | 9     | 49           | Störst i Bohuslän. Ursprungligen 51 eller 52 stenar.                                      |
| Gannarve skeppssättning                 | Gotland       | Gotland        | 9:1              | 29    | 5     | 114          | Tätt ställda stenar.                                                                      |
| Gnisvärds skeppssättning                | Gotland       | Gotland        | 14:1             | 45    | 7     | 100          | Störst på Gotland. Tätt ställda stenar.                                                   |
| Rannarveskeppen                         | Gotland       | Gotland        | 86:1             | 32    | 4     |              | Fyra sammanbyggda skeppssättningar vars totala längd är 32 meter.                         |
| Tjelvars grav                           | Gotland       | Gotland        | 28:1             | 18    | 5     | 54           | Tätt ställda stenar.                                                                      |
| Klockstenarna vid Vadstad               | Halland       | Falkenberg     | 17:1             | 16    | 8     | 10           |                                                                                           |
| Töllstorp                               | Halland       | Falkenberg     | 40:1             | 36    | 12    | 26           | Störst i Halland, ligger på hög ås med fin utsikt                                         |
| Lugnarohögen                            | Halland       | Laholm         | 3:1              | 8     | 2     |              | Skeppssättning i gravhög.                                                                 |
| Skeppssättning på Glanshammars gravfält | Närke         | Örebro         | 37:1             | 21    | 7     | 9            | Ursprungligen bestått av fler stenar.                                                     |
| Ales stenar                             | Skåne         | Ystad          | 20:1             | 67    | 19    | 58           | Störst i Sverige                                                                          |
| Mala stenar                             | Skåne         | Hässleholm     | 17:1             | 25    | 4,5   |              | Gravfält med sex skeppssättningar.                                                        |
| Skeppssättning på Vätteryds gravfält    | Skåne         | Hässleholm     | Norra Mellby 1:1 | 25    | 8     |              | Femton skeppssättningar på gravfältet.                                                    |
| Skeppssättningen på Ängakåsens gravfält | Skåne         | Simrishamn     | Mellby 43:1      | 60    | 9     | 30           | Intill ligger Kiviksgraven.                                                               |
| Skeppssättningen i Södra Ugglarp        | Skåne         | Lund           | 6:1              | 39    | 10    | 39           |                                                                                           |
| Stenhed                                 | Skåne         | Simrishamn     | Herrestad 1:1    | 52    | 14    | 30           |                                                                                           |
| Össlövs skeppssättning                  | Småland       | Ljungby        | 152:1            | 42    | 13    | 29           |                                                                                           |
| Skeppssättning vid Mosslelund           | Småland       | Värnamo        | 51:1             | 25    | 8     | 11           | 4 skeppssättningar på gravfältet, alla skadade.                                           |
| Skeppssättning vid Inglinge hög         | Småland       | Växjö          | Torsås 1:1       | 21    | 10    |              | Kantkedja                                                                                 |
| Torps malm                              | Södermanland  | Nynäshamn      | 313:1            | 28    | 7     | 50           |                                                                                           |
| Söderby gravfält                        | Södermanland  | Salem          | 4:1              | 25    | 6     | 10           |                                                                                           |
| Åsa domaresäte                          | Södermanland  | Strängnäs      | 123:1            | 33    | 8     | 18           | Ursprungligen 24 stenar.                                                                  |
| Ormknös vid Birka                       | Uppland       | Ekerö          | Adelsö 111:1     | 25    | 5     |              |                                                                                           |
| Runsa skeppssättning                    | Uppland       | Upplands Väsby | Ed 1:1           | 56    | 16    | 28           |                                                                                           |
| Mjösjön                                 | Västerbotten  | Umeå           | stad 7:3         | 16    | 4     |              | Nordligaste i Sverige. Delvis fylld, därför kategoriserad som stensättning med kantkedja. |
| Böckersboda skeppssättning              | Västergötland | Mariestad      | 21:1             | 30    | 8     | 16           | Ytterligare skeppssättning på platsen (17x8 meter).                                       |
| Högarna i Amundtorp                     | Västergötland | Skara          | Lundby 62:1      | 25    | 9     | 24           |                                                                                           |
| Jättedansen                             | Västergötland | Skövde         | 4:1              | 22    | 10    | 12           | Ursprungligen 14 stenar.                                                                  |
| Rane stenar, Askeberga                  | Västergötland | Skövde         | Vad 10:1         | 55    | 18    | 24           | Störst i Västergötland. Saknar stävstenar.                                                |
| Skeppssättning vid Anundshög            | Västmanland   | Västerås       | 431:1            | 53    | 24    | 26           | Störst i Västmanland. Ytterligare en skeppssättning, 51 m lång och består av 24 stenar.   |
| Noaks ark på Karums alvar               | Öland         | Borgholm       | 83:1             | 26    | 3,5   |              | Kantkedja och mittsten.                                                                   |
| Skeppssättningen på Gettlinge gravfält  | Öland         | Mörbylånga     | Möckleby 10:1    | 30    | 7     | 23           | Ytterligare en skeppssättning i gravfältet (21x10 meter).                                 |
| Nässja skeppssättning                   | Östergötland  | Vadstena       | 2:1              | 44    | 18    | 22           | Störst i Östergötland. Saknar stävstenar.                                                 |
| Skeppssättning vid Stångebro            | Östergötland  | Linköping      | Linköping 143:2  | 50    | 11    | 46           | Helt undersökt. Markerad med röda markeringar och betongfundament på parkeringsplats.     |

## Skeppssättningar i Danmark (urval)
- Lejrehögarna, ett cirka 80 meter långt skepp bestående av 28 stenar.
- Lindholm Høje nära Ålborg.
- Jellinge skeppssättning, mellan de två Jellingehögarna, 170 eller 354 meter långt.
- Kerteminde fjord, en vikingatida 20-meters skeppssättning.
- Glavendruplund skeppssättning på Fyn 60 meter lång. Glavendrupstenen ingår som stävsten och har Danmarks längsta runinskrift.
- 10 skeppssättningar har bevarats på Hjarnø.

## Skeppssättningar i Norge (urval)
- Istrehågan, i Sandefjords kommun
- Tingvoll i Steinkjers kommun